# Mistrovství České republiky v orientačním běhu 2008
16. ročník Mistrovství České republiky v orientačním běhu proběhl v roce 2008 v pěti individuálních a dvou týmových disciplínách.

## Nejúspěšnější závodníci
Pořadí závodníků podle získaných medailí (tzv. olympijského hodnocení) všech mistrovských kategorií (D16 – mladší dorostenky, D18 – starší dorostenky, D20 – juniorky, D21 – ženy, H16 – mladší dorostenci, H18 – starší dorostenci, H20 – junioři, H21 – muži) v individuálních disciplínách v roce 2008. Uvedeni jsou závodníci, kteří získali alespoň dvě medaile a zároveň alespoň jednu zlatou medaili.
| Medailové pořadí závodníků na MČR | Medailové pořadí závodníků na MČR | Medailové pořadí závodníků na MČR | Medailové pořadí závodníků na MČR | Medailové pořadí závodníků na MČR |
| Jméno                             | 1. místo                          | 2. místo                          | 3. místo                          | Celkem                            |
| --------------------------------- | --------------------------------- | --------------------------------- | --------------------------------- | --------------------------------- |
| Věra Müllerová                    | 3                                 | 1                                 |                                   | 4                                 |
| Adam Chromý                       | 3                                 | 1                                 |                                   | 4                                 |
| Dana Brožková                     | 3                                 |                                   | 1                                 | 4                                 |
| Simona Karochová                  | 2                                 | 1                                 |                                   | 3                                 |
| Jan Petržela                      | 2                                 |                                   | 1                                 | 3                                 |
| Michal Smola                      | 2                                 |                                   |                                   | 2                                 |
| Vendula Horčičková                | 2                                 |                                   |                                   | 2                                 |
| Radka Brožková                    | 1                                 | 2                                 |                                   | 3                                 |
| Filip Hadač                       | 1                                 | 2                                 |                                   | 3                                 |
| Přemek Hnilica                    | 1                                 | 1                                 |                                   | 2                                 |
| Štěpán Kodeda                     | 1                                 | 1                                 |                                   | 2                                 |
| Vojtěch Král                      | 1                                 | 1                                 |                                   | 2                                 |
| Karolína Teplá                    | 1                                 |                                   | 2                                 | 3                                 |
| Ondřej Kantor                     | 1                                 |                                   | 2                                 | 3                                 |
| Petr Losman                       | 1                                 |                                   | 1                                 | 2                                 |
| Pavel Kubát                       | 1                                 |                                   | 1                                 | 2                                 |
| Denisa Kosová                     | 1                                 |                                   | 1                                 | 2                                 |
| Miloš Nykodým                     | 1                                 |                                   | 1                                 | 2                                 |

## Mistrovství ČR na dlouhé trati
Reportáž o délce 24 minut ze závodu připravila Česká televize.
| Datum závodu   | 19. 4. 2008      |  | Místo konání    | Jedovnice • aréna               |  | Pořadatel       | SK Žabovřesky Brno |
| Ředitel závodu | Václav Štěpánský |  | Hlavní rozhodčí | Jiří Urválek                    |  | Stavitelé tratí | Libor Zřídkaveselý |
| Název mapy     | Proklest         |  | Web závodu      | http://zbm.eob.cz/zavody/mcr08/ |  | Výsledky závodu |                    |

| Zkrácené výsledky             | Zkrácené výsledky       | Zkrácené výsledky                         | Zkrácené výsledky       | Zkrácené výsledky       | Zkrácené výsledky | Zkrácené výsledky       | Zkrácené výsledky          | Zkrácené výsledky       | Zkrácené výsledky       |
| Pořadí                        | H21 – muži              | H21 – muži                                | H21 – muži              | H21 – muži              | Pořadí            | D21 – ženy              | D21 – ženy                 | D21 – ženy              | D21 – ženy              |
| ----------------------------- | ----------------------- | ----------------------------------------- | ----------------------- | ----------------------- | ----------------- | ----------------------- | -------------------------- | ----------------------- | ----------------------- |
| Zlatá medaile                 | Petr Losman             | OK 99 Hradec Králové                      | 2:32:31                 |                         | Zlatá medaile     | Dana Brožková           | Sportcentrum Jičín         | 1:48:24                 |                         |
| Stříbrná medaile              | Vladimír Lučan          | OK Lokomotiva Pardubice                   | 2:32:45                 | +0:14                   | Stříbrná medaile  | Radka Brožková          | Sportcentrum Jičín         | 1:50:35                 | +2:11                   |
| Bronzová medaile              | Osvald Kozák            | KOS TJ Tesla Brno                         | 2:38:49                 | +6:18                   | Bronzová medaile  | Jana Panchártková       | OK 99 Hradec Králové       | 1:54:58                 | +6:34                   |
| 4                             | Jan Mrázek              | OK Sparta Praha                           | 2:41:25                 | +8:54                   | 4                 | Iveta Duchová           | OK Lokomotiva Pardubice    | 1:55:28                 | +7:04                   |
| 5                             | David Hepner            | OK Slavia Hradec Králové                  | 2:44:39                 | +12:08                  | 5                 | Zdenka Stará            | KOS TJ Tesla Brno          | 1:55:44                 | +7:20                   |
| 6                             | Daniel Tomanek          | SK SKI-OB Šternberk                       | 2:50:37                 | +18:06                  | 6                 | Kristýna Kovářová       | Oddíl OB Kotlářka          | 2:04:37                 | +16:13                  |
| 7                             | Václav Král             | SK Severka Šumperk                        | 2:50:59                 | +18:28                  | 7                 | Jana Juračková          | OK Lokomotiva Pardubice    | 2:04:55                 | +16:31                  |
| 8                             | Tomáš Udržal            | KOS TJ Tesla Brno                         | 2:55:26                 | +22:55                  | 8                 | Barbora Baldrianová     | USK Praha                  | 2:08:51                 | +20:27                  |
| 9                             | Martin Baier            | OOB TJ Turnov                             | 2:59:59                 | +27:28                  | 9                 | Iva Rufferová           | OK Jiskra Nový Bor         | 2:09:01                 | +20:37                  |
| 10                            | Roman Paclík            | OK Slavia Hradec Králové                  | 3:00:00                 | +27:29                  | 10                | Martina Spurná          | SK Praga                   | 2:09:04                 | +20:40                  |
| Pořadí                        | H20 – junioři           | H20 – junioři                             | H20 – junioři           | H20 – junioři           | Pořadí            | D20 – juniorky          | D20 – juniorky             | D20 – juniorky          | D20 – juniorky          |
| Zlatá medaile                 | Adam Chromý             | SK Žabovřesky Brno                        | 2:03:11                 |                         | Zlatá medaile     | Šárka Svobodná          | Oddíl OB Kotlářka          | 1:40:16                 |                         |
| Stříbrná medaile              | Štěpán Kodeda           | Sportcentrum Jičín                        | 2:07:42                 | +4:31                   | Stříbrná medaile  | Simona Karochová        | Oddíl OB Kotlářka          | 1:40:24                 | +0:08                   |
| Bronzová medaile              | Pavel Hradec            | OK Chrastava                              | 2:13:35                 | +10:24                  | Bronzová medaile  | Jindra Hlavová          | KOB Konice                 | 1:45:40                 | +5:24                   |
| Pořadí                        | H18 – starší dorostenci | H18 – starší dorostenci                   | H18 – starší dorostenci | H18 – starší dorostenci | Pořadí            | D18 – starší dorostenky | D18 – starší dorostenky    | D18 – starší dorostenky | D18 – starší dorostenky |
| Zlatá medaile                 | Pavel Kubát             | OK 99 Hradec Králové                      | 1:48:34                 |                         | Zlatá medaile     | Věra Müllerová          | SOOB Spartak Rychnov n.Kn. | 1:32:06                 |                         |
| Stříbrná medaile              | Matěj Kamenický         | SK Orientační sporty Nové Město na Moravě | 1:48:40                 | +0:06                   | Stříbrná medaile  | Madla Svobodná          | Oddíl OB Kotlářka          | 1:36:56                 | +4:50                   |
| Bronzová medaile              | Radek Nožka             | OK Lokomotiva Pardubice                   | 1:48:48                 | +0:14                   | Bronzová medaile  | Karolína Teplá          | OK Slavia Hradec Králové   | 1:38:38                 | +6:32                   |
| << předchozí • následující >> |                         |                                           |                         |                         |                   |                         |                            |                         |                         |

Souhrnné informace naleznete v článku Mistrovství České republiky v orientačním běhu na dlouhé trati.

## Mistrovství ČR v nočním OB
| Datum závodu   | 26. 4. 2008 |  | Místo konání    | Ostrava - Lhotka • aréna                                                             |  | Pořadatel       | OOB TJ Baník Ostrava |
| Ředitel závodu | Zajíc Josef |  | Hlavní rozhodčí | Milan Binčík                                                                         |  | Stavitelé tratí | Zajíc Josef ml.      |
| Název mapy     | Bobr 2008   |  | Web závodu      | http://www.ataco.cz/ob/mcrnocni2008.php Archivováno 28. 12. 2008 na Wayback Machine. |  | Výsledky závodu |                      |

| Zkrácené výsledky             | Zkrácené výsledky       | Zkrácené výsledky           | Zkrácené výsledky       | Zkrácené výsledky       | Zkrácené výsledky | Zkrácené výsledky       | Zkrácené výsledky        | Zkrácené výsledky       | Zkrácené výsledky       |
| Pořadí                        | H21 – muži              | H21 – muži                  | H21 – muži              | H21 – muži              | Pořadí            | D21 – ženy              | D21 – ženy               | D21 – ženy              | D21 – ženy              |
| ----------------------------- | ----------------------- | --------------------------- | ----------------------- | ----------------------- | ----------------- | ----------------------- | ------------------------ | ----------------------- | ----------------------- |
| Zlatá medaile                 | Petr Henych             | Slavia Liberec orienteering | 1:06:48                 |                         | Zlatá medaile     | Zuzana Stehnová         | OK Slavia Hradec Králové | 49:51                   |                         |
| Stříbrná medaile              | David Hepner            | OK Slavia Hradec Králové    | 1:08:52                 | +2:04                   | Stříbrná medaile  | Martina Fejlková        | OK Slavia Hradec Králové | 52:40                   | +2:49                   |
| Bronzová medaile              | Michal Matějů           | Slavia Liberec orienteering | 1:09:16                 | +2:28                   | Bronzová medaile  | Katarína Labašová       | KOB Dobruška             | 53:01                   | +3:10                   |
| 4                             | Jan Flašar              | SK Praga                    | 1:09:33                 | +2:45                   | 4                 | Monika Topinková        | OK 99 Hradec Králové     | 55:12                   | +5:21                   |
| 5                             | Martin Henych           | Sportcentrum Jičín          | 1:10:23                 | +3:35                   | 5                 | Ivana Prchalová         | OK Chrastava             | 57:26                   | +7:35                   |
| 6                             | Michal Besta            | SK Jamnice                  | 1:10:35                 | +3:47                   | 6                 | Romana Kalenská         | Sportcentrum Jičín       | 58:59                   | +9:08                   |
| 7                             | Roman Paclík            | OK Slavia Hradec Králové    | 1:10:51                 | +4:03                   | 7                 | Kateřina Kašková        | OK Chrastava             | 59:33                   | +9:42                   |
| 8                             | Daniel Tomanek          | SK SKI-OB Šternberk         | 1:11:24                 | +4:36                   | 8                 | Martina Bochenková      | Oddíl OB Kotlářka        | 59:37                   | +9:46                   |
| 9                             | Marek Prášil            | OK Jihlava                  | 1:12:19                 | +5:31                   | 9                 | Vladěna Hrstková        | OK Sparta Praha          | 1:04:10                 | +14:19                  |
| 10                            | David Kabáth            | SK Žabovřesky Brno          | 1:12:32                 | +5:44                   | 10                | Lucie Vlažná            | OOB TJ Slovan Luhačovice | 1:04:45                 | +14:54                  |
| Pořadí                        | H20 – junioři           | H20 – junioři               | H20 – junioři           | H20 – junioři           | Pořadí            | D20 – juniorky          | D20 – juniorky           | D20 – juniorky          | D20 – juniorky          |
| Zlatá medaile                 | Adam Chromý             | SK Žabovřesky Brno          | 54:02                   |                         | Zlatá medaile     | Ivana Bochenková        | Oddíl OB Kotlářka        | 49:04                   |                         |
| Stříbrná medaile              | Vojtěch Král            | SK Severka Šumperk          | 57:16                   | +3:14                   | Stříbrná medaile  | Hana Hlavová            | KOB Konice               | 49:41                   | +0:37                   |
| Bronzová medaile              | Daniel Hájek            | SK Žabovřesky Brno          | 1:01:26                 | +7:24                   | Bronzová medaile  | Eva Kabáthová           | SK Žabovřesky Brno       | 55:40                   | +6:36                   |
| Pořadí                        | H18 – starší dorostenci | H18 – starší dorostenci     | H18 – starší dorostenci | H18 – starší dorostenci | Pořadí            | D18 – starší dorostenky | D18 – starší dorostenky  | D18 – starší dorostenky | D18 – starší dorostenky |
| Zlatá medaile                 | Štěpán Zimmermann       | SK Žabovřesky Brno          | 43:14                   |                         | Zlatá medaile     | Šárka Jelínková         | SK Praga                 | 55:09                   |                         |
| Stříbrná medaile              | Přemek Hnilica          | Magnus Orienteering         | 43:18                   | +0:04                   | Stříbrná medaile  | Lucie Mezníková         | TJ Lokomotiva Beroun     | 55:20                   | +0:11                   |
| Bronzová medaile              | Ondřej Kantor           | TJ TŽ Třinec                | 46:37                   | +3:23                   | Bronzová medaile  | Blanka Cahlová          | OOB TJ Slovan Luhačovice | 55:53                   | +0:44                   |
| Pořadí                        | H16 – mladší dorostenci | H16 – mladší dorostenci     | H16 – mladší dorostenci | H16 – mladší dorostenci | Pořadí            | D16 – mladší dorostenky | D16 – mladší dorostenky  | D16 – mladší dorostenky | D16 – mladší dorostenky |
| Zlatá medaile                 | Filip Hadač             | Orientační Běh Opava        | 39:55                   |                         | Zlatá medaile     | Karolína Teplá          | OK Slavia Hradec Králové | 29:57                   |                         |
| Stříbrná medaile              | Jan Čermák              | OK Lokomotiva Pardubice     | 42:49                   | +2:54                   | Stříbrná medaile  | Radka Sklenářová        | SKOB Bruntál             | 31:28                   | +1:31                   |
| Bronzová medaile              | Michal Argaláš          | TJ TŽ Třinec                | 43:40                   | +3:45                   | Bronzová medaile  | Johanka Šimková         | SOB Olomouc              | 33:58                   | +4:01                   |
| << předchozí • následující >> |                         |                             |                         |                         |                   |                         |                          |                         |                         |

Souhrnné informace naleznete v článku Mistrovství České republiky v nočním orientačním běhu.

## Mistrovství ČR ve sprintu
Televizní přenos ze závodu připravila Česká televize, záznam o délce 116 minut je v archivu na iVysílání.
| Datum závodu   | 21. 6. 2008 |  | Místo konání    | Praha - Bohnice • aréna |  | Pořadatel       | Oddíl OB Kotlářka |
| Ředitel závodu |             |  | Hlavní rozhodčí |                         |  | Stavitelé tratí |                   |
| Název mapy     | Bohnice     |  | Web závodu      |                         |  | Výsledky závodu |                   |

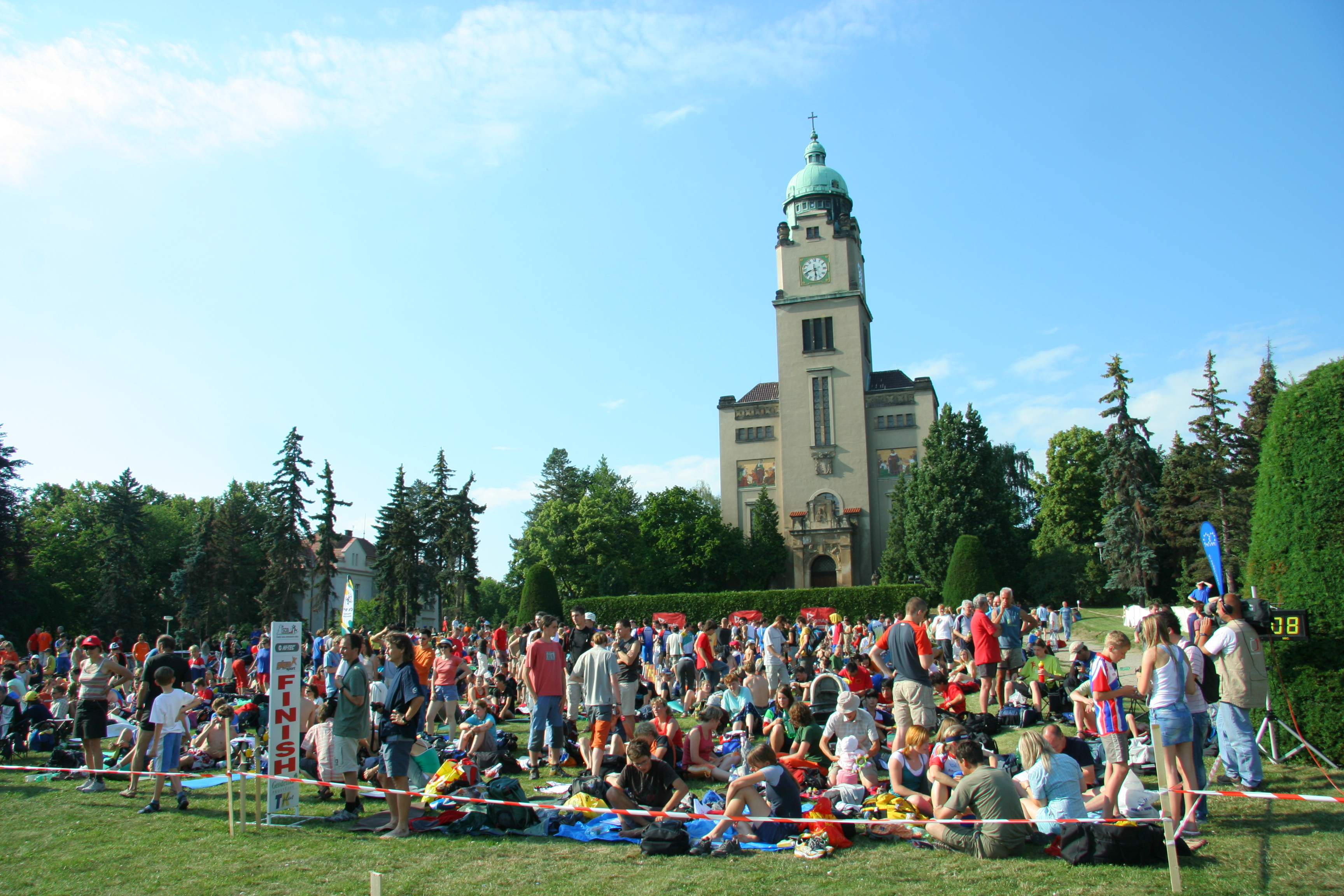
Centrum závodů v bohnické léčebně
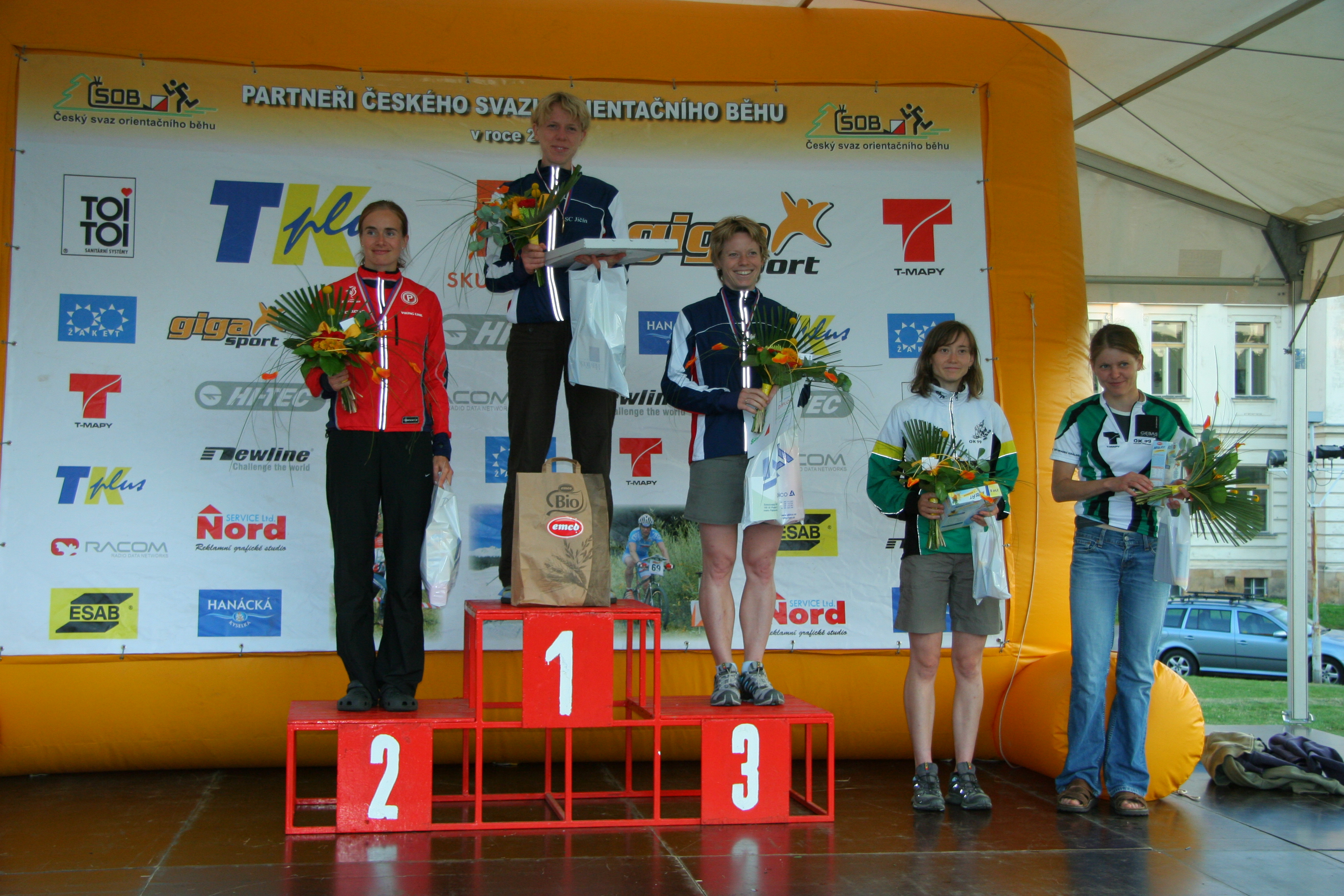
Stupně vítězů hlavní ženské kategorie D21
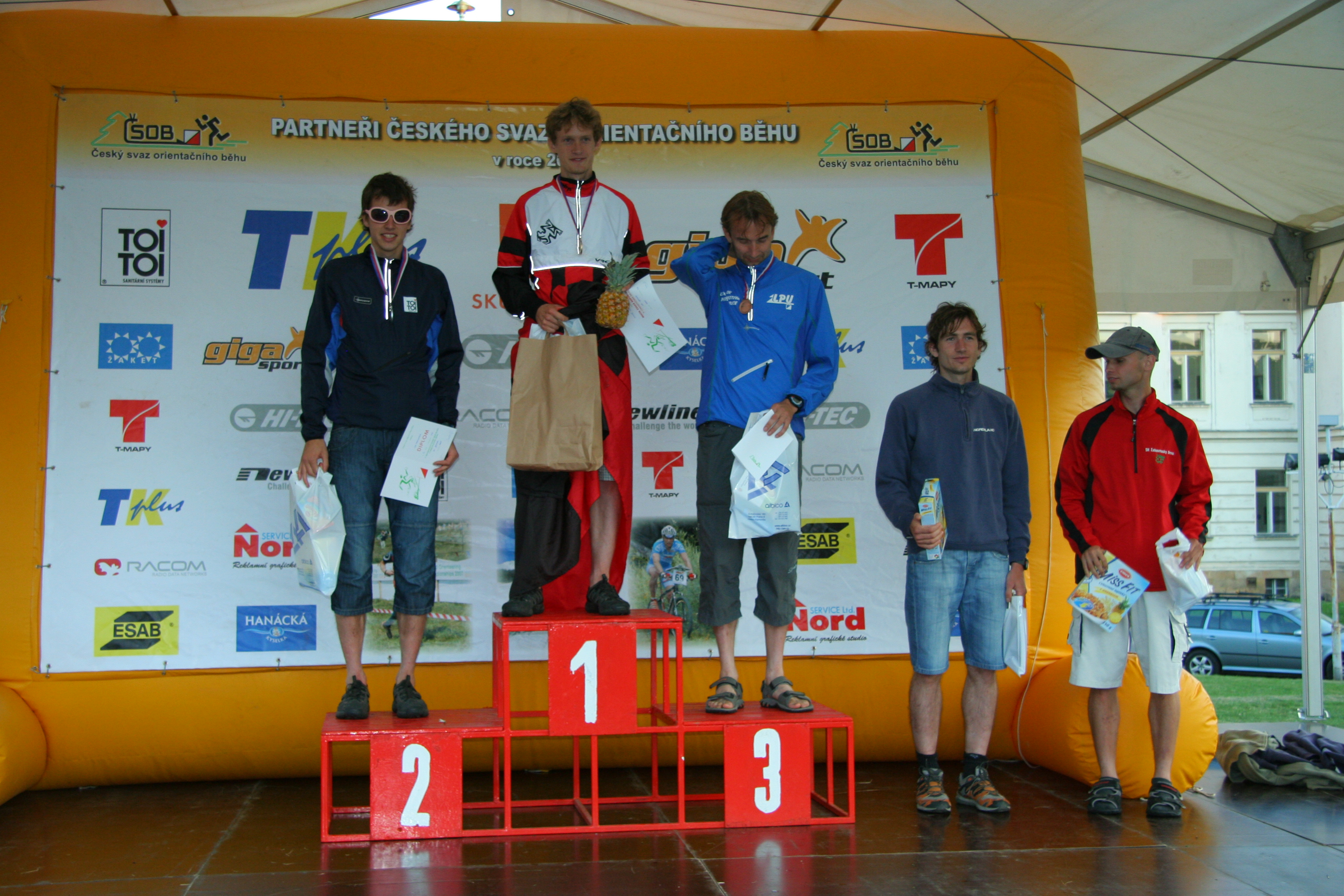
Stupně vítězů hlavní mužské kategorie H21

| Zkrácené výsledky             | Zkrácené výsledky       | Zkrácené výsledky         | Zkrácené výsledky       | Zkrácené výsledky       | Zkrácené výsledky | Zkrácené výsledky       | Zkrácené výsledky            | Zkrácené výsledky       | Zkrácené výsledky       |
| Pořadí                        | H21 – muži              | H21 – muži                | H21 – muži              | H21 – muži              | Pořadí            | D21 – ženy              | D21 – ženy                   | D21 – ženy              | D21 – ženy              |
| ----------------------------- | ----------------------- | ------------------------- | ----------------------- | ----------------------- | ----------------- | ----------------------- | ---------------------------- | ----------------------- | ----------------------- |
| Zlatá medaile                 | Tomáš Dlabaja           | SK Žabovřesky Brno        | 12:14                   |                         | Zlatá medaile     | Radka Brožková          | Sportcentrum Jičín           | 13:59                   |                         |
| Stříbrná medaile              | Jan Procházka           | SK Praga                  | 12:40                   | +0:26                   | Stříbrná medaile  | Kuuselo Riina           | Finsko                       | 14:22                   | +0:23                   |
| Bronzová medaile              | Vladimír Lučan          | OK Lokomotiva Pardubice   | 12:43                   | +0:29                   | Bronzová medaile  | Dana Brožková           | Sportcentrum Jičín           | 14:29                   | +0:30                   |
| 4                             | Jan Šedivý              | SK Praga                  | 12:44                   | +0:30                   | 4                 | Jana Panchártková       | OK 99 Hradec Králové         | 14:31                   | +0:32                   |
| 5                             | Michal Smola            | SKOB Zlín                 | 12:47                   | +0:33                   | 5                 | Ji Li                   | Čína                         | 14:34                   | +0:35                   |
| 6                             | Pavol Bukovac           | SK Žabovřesky Brno        | 12:47                   | +0:33                   | 6                 | Monika Topinková        | OK 99 Hradec Králové         | 14:40                   | +0:41                   |
| 7                             | Itävuo Pekka            | Finsko                    | 12:54                   | +0:40                   | 7                 | Shuangyan Hao           | Čína                         | 14:49                   | +0:50                   |
| 8                             | Marián Dávidik          | Slovensko                 | 12:56                   | +0:42                   | 8                 | Zdenka Stará            | KOS TJ Tesla Brno            | 14:52                   | +0:53                   |
| 9                             | Lukáš Barták            | SKOB Zlín                 | 13:10                   | +0:56                   | 9                 | Marta Lučanová          | OK Lokomotiva Pardubice      | 14:55                   | +0:56                   |
| 10                            | Petr Losman             | OK 99 Hradec Králové      | 13:18                   | +1:04                   | 10                | Martina Dočkalová       | OK Lokomotiva Pardubice      | 14:55                   | +0:56                   |
| Pořadí                        | H20 – junioři           | H20 – junioři             | H20 – junioři           | H20 – junioři           | Pořadí            | D20 – juniorky          | D20 – juniorky               | D20 – juniorky          | D20 – juniorky          |
| Zlatá medaile                 | Štěpán Kodeda           | Sportcentrum Jičín        | 14:16                   |                         | Zlatá medaile     | Lenka Poklopová         | SOB Olomouc                  | 17:20                   |                         |
| Stříbrná medaile              | Jan Panchártek          | OK 99 Hradec Králové      | 15:16                   | +1:00                   | Stříbrná medaile  | Hana Hlavová            | KOB Konice                   | 17:30                   | +0:10                   |
| Bronzová medaile              | Pavel Hradec            | OK Chrastava              | 15:17                   | +1:01                   | Bronzová medaile  | Barbora Svobodová       | OOB TJ Tatran Jablonec n. N. | 17:47                   | +0:27                   |
| Pořadí                        | H18 – starší dorostenci | H18 – starší dorostenci   | H18 – starší dorostenci | H18 – starší dorostenci | Pořadí            | D18 – starší dorostenky | D18 – starší dorostenky      | D18 – starší dorostenky | D18 – starší dorostenky |
| Zlatá medaile                 | Miloš Nykodým           | SK Žabovřesky Brno        | 14:21                   |                         | Zlatá medaile     | Denisa Kosová           | SOOB Spartak Rychnov n.Kn.   | 14:34                   |                         |
| Stříbrná medaile              | Jiří Nečas              | SKOB Zlín                 | 14:49                   | +0:28                   | Stříbrná medaile  | Věra Müllerová          | SOOB Spartak Rychnov n.Kn.   | 15:13                   | +0:39                   |
| Bronzová medaile              | Ondřej Kantor           | TJ TŽ Třinec              | 15:03                   | +0:42                   | Bronzová medaile  | Zuzana Kubátová         | OOS TJ Spartak Vrchlabí      | 16:00                   | +1:26                   |
| Pořadí                        | H16 – mladší dorostenci | H16 – mladší dorostenci   | H16 – mladší dorostenci | H16 – mladší dorostenci | Pořadí            | D16 – mladší dorostenky | D16 – mladší dorostenky      | D16 – mladší dorostenky | D16 – mladší dorostenky |
| Zlatá medaile                 | Jan Petržela            | OOB TJ Lokomotiva Trutnov | 14:19                   |                         | Zlatá medaile     | Markéta Novotná         | OK 99 Hradec Králové         | 15:17                   |                         |
| Stříbrná medaile              | Robert Barcík           | Magnus Orienteering       | 14:29                   | +0:10                   | Stříbrná medaile  | Lenka Knapová           | OK Lokomotiva Pardubice      | 15:28                   | +0:11                   |
| Bronzová medaile              | Marek Schuster          | Orientační Běh Opava      | 14:41                   | +0:22                   | Bronzová medaile  | Petra Pavlovcová        | OOB TJ Turnov                | 15:57                   | +0:40                   |
| << předchozí • následující >> |                         |                           |                         |                         |                   |                         |                              |                         |                         |

Souhrnné informace naleznete v článku Mistrovství České republiky v orientačním běhu ve sprintu.

## Mistrovství ČR na krátké trati
| Datum závodu   | 21.–22. 6. 2008 |  | Místo konání    | Černé Voděrady • aréna            |  | Pořadatel       | OK Sparta Praha               |
| Ředitel závodu | Michal Hojný    |  | Hlavní rozhodčí | Zdeněk Procházka                  |  | Stavitelé tratí | Miroslav Kovář, Ondřej Vrabec |
| Název mapy     | Pod Kobylou     |  | Web závodu      | http://mcr2008.oksparta.cz/%5B%5D |  | Výsledky závodu |                               |

| Zkrácené výsledky             | Zkrácené výsledky       | Zkrácené výsledky         | Zkrácené výsledky       | Zkrácené výsledky       | Zkrácené výsledky | Zkrácené výsledky       | Zkrácené výsledky          | Zkrácené výsledky       | Zkrácené výsledky       |
| Pořadí                        | H21 – muži              | H21 – muži                | H21 – muži              | H21 – muži              | Pořadí            | D21 – ženy              | D21 – ženy                 | D21 – ženy              | D21 – ženy              |
| ----------------------------- | ----------------------- | ------------------------- | ----------------------- | ----------------------- | ----------------- | ----------------------- | -------------------------- | ----------------------- | ----------------------- |
| Zlatá medaile                 | Michal Smola            | SKOB Zlín                 | 37:06                   |                         | Zlatá medaile     | Dana Brožková           | Sportcentrum Jičín         | 33:51                   |                         |
| Stříbrná medaile              | Jan Procházka           | SK Praga                  | 38:59                   | +1:53                   | Stříbrná medaile  | Radka Brožková          | Sportcentrum Jičín         | 37:35                   | +3:44                   |
| Bronzová medaile              | Lukáš Barták            | SKOB Zlín                 | 39:07                   | +2:01                   | Bronzová medaile  | Marta Lučanová          | OK Lokomotiva Pardubice    | 39:02                   | +5:11                   |
| 4                             | Vladimír Lučan          | OK Lokomotiva Pardubice   | 40:01                   | +2:55                   | 4                 | Iva Rufferová           | OK Jiskra Nový Bor         | 39:12                   | +5:21                   |
| 5                             | Tomáš Dlabaja           | SK Žabovřesky Brno        | 40:08                   | +3:02                   | 5                 | Jana Panchártková       | OK 99 Hradec Králové       | 39:18                   | +5:27                   |
| 6                             | Osvald Kozák            | KOS TJ Tesla Brno         | 40:25                   | +3:19                   | 6                 | Martina Dočkalová       | OK Lokomotiva Pardubice    | 39:59                   | +6:08                   |
| 7                             | William Lind            | Švédsko                   | 41:04                   | +3:58                   | 7                 | Zdenka Stará            | KOS TJ Tesla Brno          | 40:43                   | +6:52                   |
| 8                             | Jan Šedivý              | SK Praga                  | 41:30                   | +4:24                   | 8                 | Iveta Duchová           | OK Lokomotiva Pardubice    | 40:58                   | +7:07                   |
| 9                             | Marián Dávidík          | Slovensko                 | 41:40                   | +4:34                   | 9                 | Zuzana Stehnová         | OK Slavia Hradec Králové   | 41:03                   | +7:12                   |
| 10                            | Zdeněk Rajnošek         | SK Žabovřesky Brno        | 42:29                   | +5:23                   | 10                | Martina Tichovská       | SK Praga                   | 41:30                   | +7:39                   |
| Pořadí                        | H20 – junioři           | H20 – junioři             | H20 – junioři           | H20 – junioři           | Pořadí            | D20 – juniorky          | D20 – juniorky             | D20 – juniorky          | D20 – juniorky          |
| Zlatá medaile                 | Adam Chromý             | SK Žabovřesky Brno        | 33:03                   |                         | Zlatá medaile     | Simona Karochová        | Oddíl OB Kotlářka          | 30:11                   |                         |
| Stříbrná medaile              | Matěj Klusáček          | SK Žabovřesky Brno        | 35:28                   | +2:25                   | Stříbrná medaile  | Eva Kabáthová           | SK Žabovřesky Brno         | 32:18                   | +2:07                   |
| Bronzová medaile              | Pavel Hradec            | OK Chrastava              | 35:51                   | +2:48                   | Bronzová medaile  | Jindra Hlavová          | KOB Konice                 | 32:30                   | +2:19                   |
| Pořadí                        | H18 – starší dorostenci | H18 – starší dorostenci   | H18 – starší dorostenci | H18 – starší dorostenci | Pořadí            | D18 – starší dorostenky | D18 – starší dorostenky    | D18 – starší dorostenky | D18 – starší dorostenky |
| Zlatá medaile                 | Ondřej Kantor           | TJ TŽ Třinec              | 31:25                   |                         | Zlatá medaile     | Věra Müllerová          | SOOB Spartak Rychnov n.Kn. | 29:30                   |                         |
| Stříbrná medaile              | Radek Nožka             | OK Lokomotiva Pardubice   | 32:44                   | +1:19                   | Stříbrná medaile  | Lenka Mechlová          | OK Jilemnice               | 30:36                   | +1:06                   |
| Bronzová medaile              | Miloš Nykodým           | SK Žabovřesky Brno        | 32:54                   | +1:29                   | Bronzová medaile  | Jana Knapová            | OK Lokomotiva Pardubice    | 31:13                   | +1:43                   |
| Pořadí                        | H16 – mladší dorostenci | H16 – mladší dorostenci   | H16 – mladší dorostenci | H16 – mladší dorostenci | Pořadí            | D16 – mladší dorostenky | D16 – mladší dorostenky    | D16 – mladší dorostenky | D16 – mladší dorostenky |
| Zlatá medaile                 | Michal Hubáček          | OOB TJ Slovan Luhačovice  | 28:36                   |                         | Zlatá medaile     | Vendula Horčičková      | SOB Olomouc                | 25:33                   |                         |
| Stříbrná medaile              | Filip Hadač             | Orientační Běh Opava      | 28:53                   | +0:17                   | Stříbrná medaile  | Petra Pavlovcová        | OOB TJ Turnov              | 26:01                   | +0:28                   |
| Bronzová medaile              | Jan Petržela            | OOB TJ Lokomotiva Trutnov | 29:59                   | +1:23                   | Bronzová medaile  | Johanka Šimková         | SOB Olomouc                | 27:32                   | +1:59                   |
| << předchozí • následující >> |                         |                           |                         |                         |                   |                         |                            |                         |                         |

Souhrnné informace naleznete v článku Mistrovství České republiky v orientačním běhu na krátké trati.

## Mistrovství ČR na klasické trati
| Datum závodu   | 20.–21. 9. 2008 |  | Místo konání    | Kouty - Hotel Luna • aréna                                               |  | Pořadatel       | Magnus Orienteering         |
| Ředitel závodu | David Aleš      |  | Hlavní rozhodčí | Petr Hynek                                                               |  | Stavitelé tratí | Zdeněk Rajnošek, David Aleš |
| Název mapy     | Melechov        |  | Web závodu      | http://klasika08.aljosa.org/ Archivováno 16. 8. 2009 na Wayback Machine. |  | Výsledky závodu |                             |

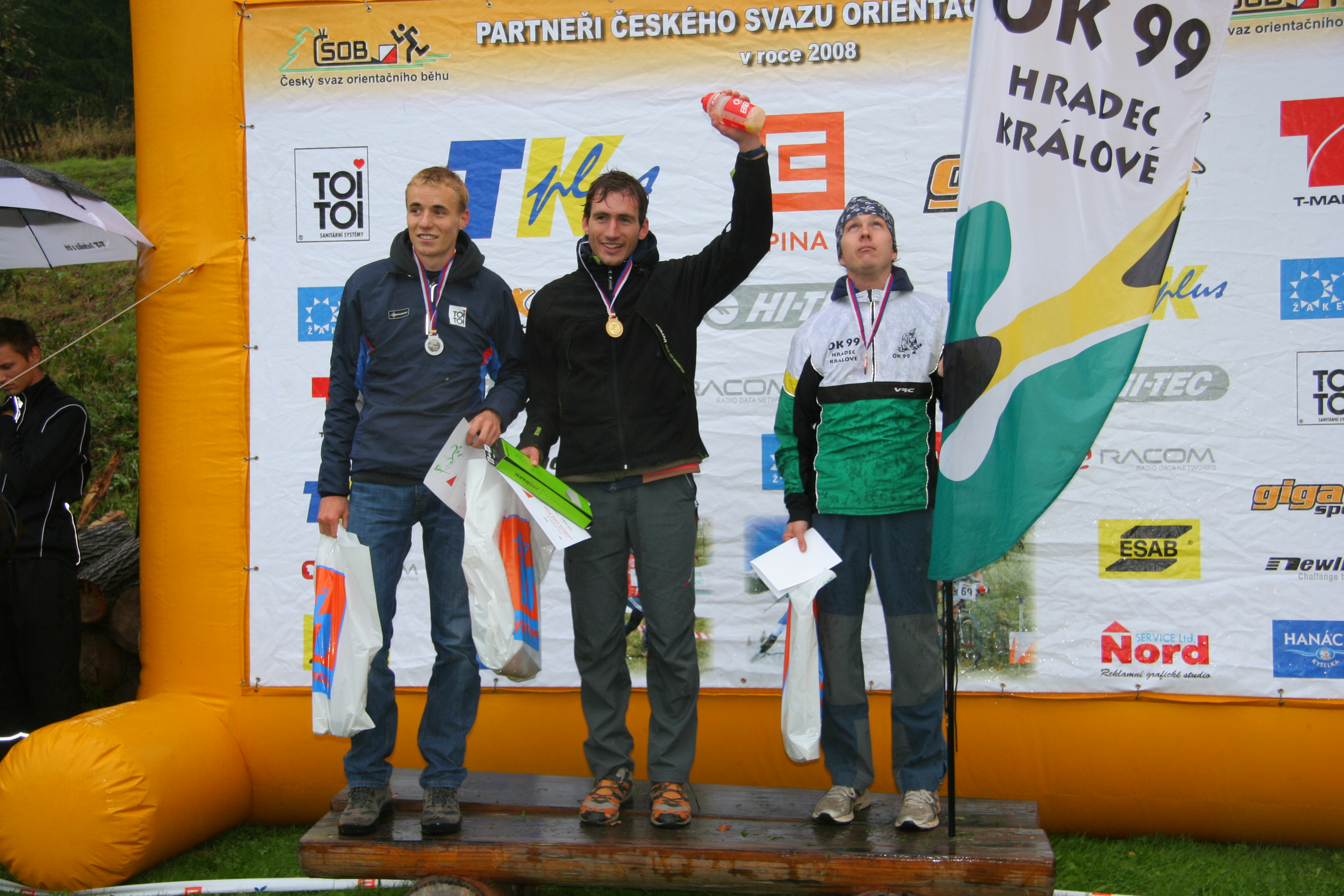
Stupně vítězů hlavní mužské kategorie H21
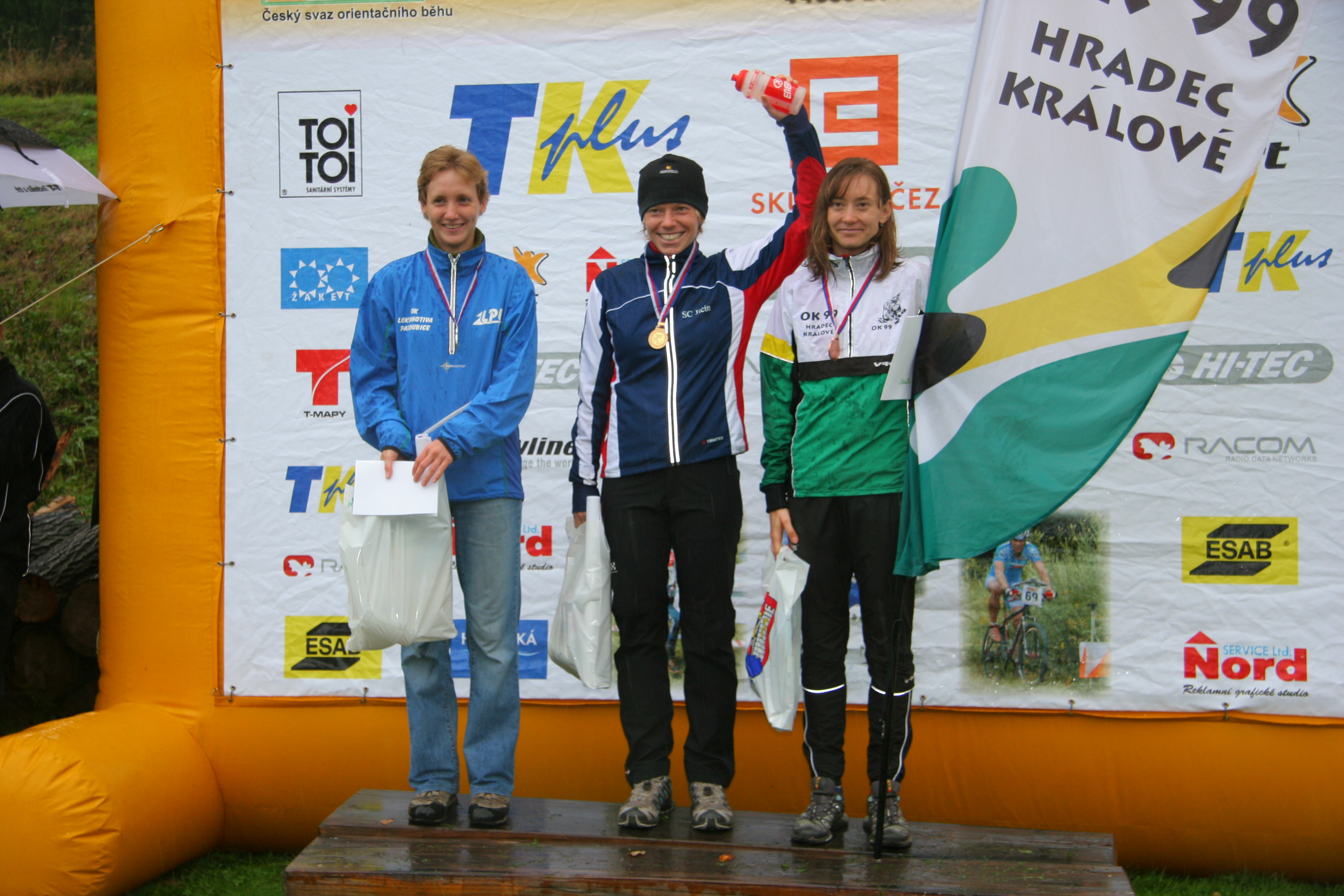
Stupně vítězů hlavní ženské kategorie D21
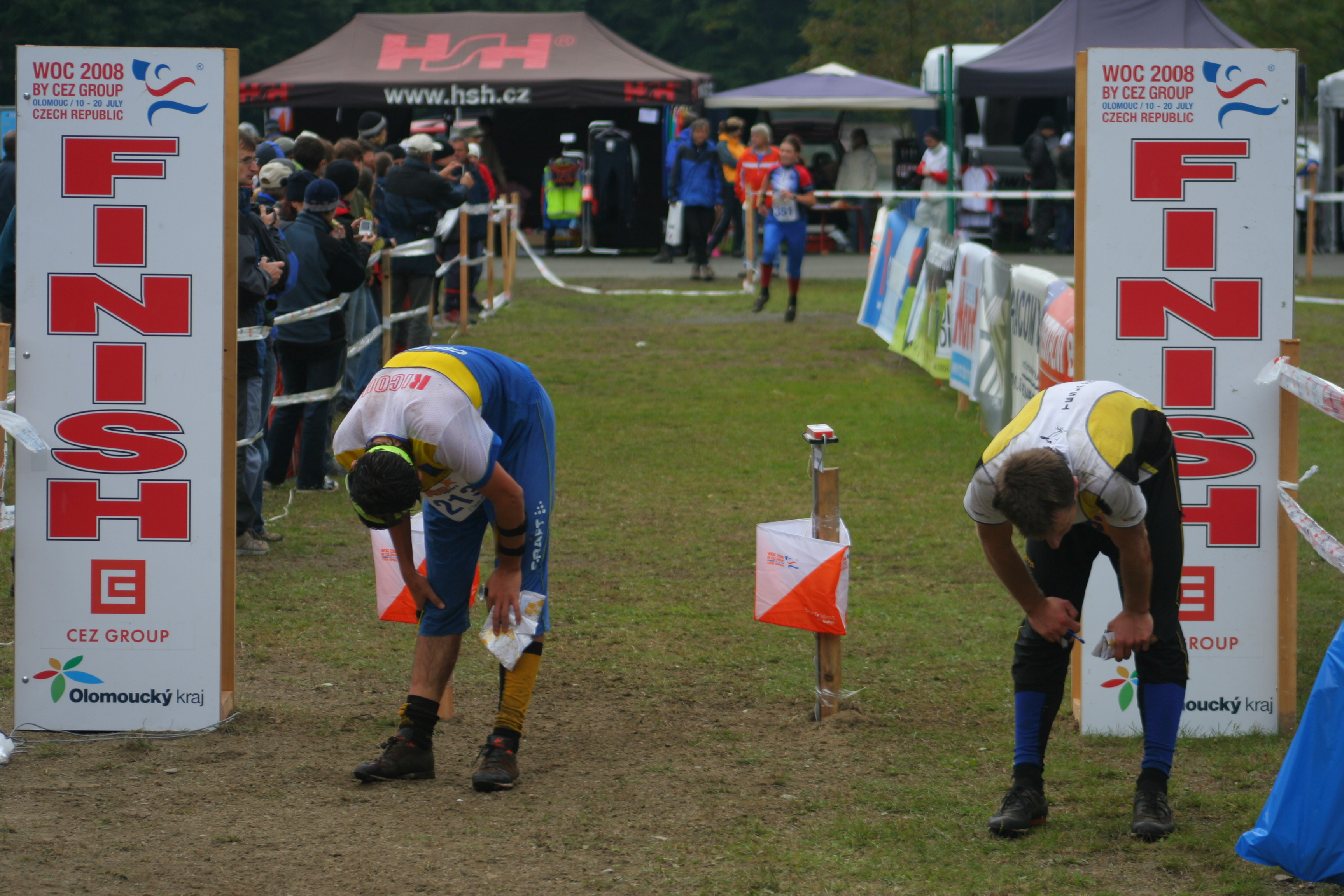
Michal Smola a Osvald Kozák v cíli

| Zkrácené výsledky             | Zkrácené výsledky       | Zkrácené výsledky         | Zkrácené výsledky       | Zkrácené výsledky       | Zkrácené výsledky | Zkrácené výsledky       | Zkrácené výsledky          | Zkrácené výsledky       | Zkrácené výsledky       |
| Pořadí                        | H21 – muži              | H21 – muži                | H21 – muži              | H21 – muži              | Pořadí            | D21 – ženy              | D21 – ženy                 | D21 – ženy              | D21 – ženy              |
| ----------------------------- | ----------------------- | ------------------------- | ----------------------- | ----------------------- | ----------------- | ----------------------- | -------------------------- | ----------------------- | ----------------------- |
| Zlatá medaile                 | Michal Smola            | SKOB Zlín                 | 1:30:09                 |                         | Zlatá medaile     | Dana Brožková           | Sportcentrum Jičín         | 1:10:16                 |                         |
| Stříbrná medaile              | Jan Šedivý              | SK Praga                  | 1:30:35                 | +0:26                   | Stříbrná medaile  | Iveta Duchová           | OK Lokomotiva Pardubice    | 1:11:44                 | +1:28                   |
| Bronzová medaile              | Petr Losman             | OK 99 Hradec Králové      | 1:34:48                 | +4:39                   | Bronzová medaile  | Jana Panchártková       | OK 99 Hradec Králové       | 1:12:08                 | +1:52                   |
| 4                             | Lukáš Barták            | SKOB Zlín                 | 1:35:59                 | +5:50                   | 4                 | Vendula Klechová        | KOS TJ Tesla Brno          | 1:12:46                 | +2:30                   |
| 5                             | Jan Mrázek              | OK Sparta Praha           | 1:36:04                 | +5:55                   | 5                 | Lucie Krafková          | OOB TJ Turnov              | 1:14:37                 | +4:21                   |
| 6                             | Michal Jedlička         | OK Slavia Hradec Králové  | 1:36:39                 | +6:30                   | 6                 | Zuzana Stehnová         | OK Slavia Hradec Králové   | 1:15:44                 | +5:28                   |
| 7                             | Tomáš Dlabaja           | SK Žabovřesky Brno        | 1:36:47                 | +6:38                   | 7                 | Kristýna Kovářová       | Oddíl OB Kotlářka          | 1:17:09                 | +6:53                   |
| 8                             | Osvald Kozák            | KOS TJ Tesla Brno         | 1:36:57                 | +6:48                   | 8                 | Martina Dočkalová       | OK Lokomotiva Pardubice    | 1:17:09                 | +6:53                   |
| 9                             | Václav Komanec          | OK Slavia Hradec Králové  | 1:37:30                 | +7:21                   | 9                 | Veronika Krčálová       | OK Lokomotiva Pardubice    | 1:17:43                 | +7:27                   |
| 10                            | Luboš Matějů            | SK Praga                  | 1:37:39                 | +7:30                   | 10                | Zuzana Hermanová        | OK Lokomotiva Pardubice    | 1:17:51                 | +7:35                   |
| Pořadí                        | H20 – junioři           | H20 – junioři             | H20 – junioři           | H20 – junioři           | Pořadí            | D20 – juniorky          | D20 – juniorky             | D20 – juniorky          | D20 – juniorky          |
| Zlatá medaile                 | Vojtěch Král            | SK Severka Šumperk        | 1:05:36                 |                         | Zlatá medaile     | Simona Karochová        | Oddíl OB Kotlářka          | 54:53                   |                         |
| Stříbrná medaile              | Adam Chromý             | SK Žabovřesky Brno        | 1:06:10                 | +0:34                   | Stříbrná medaile  | Tereza Petrželová       | OK Slavia Hradec Králové   | 56:03                   | +1:10                   |
| Bronzová medaile              | Pavel Hradec            | OK Chrastava              | 1:07:08                 | +1:32                   | Bronzová medaile  | Eva Kabáthová           | SK Žabovřesky Brno         | 58:00                   | +3:07                   |
| Pořadí                        | H18 – starší dorostenci | H18 – starší dorostenci   | H18 – starší dorostenci | H18 – starší dorostenci | Pořadí            | D18 – starší dorostenky | D18 – starší dorostenky    | D18 – starší dorostenky | D18 – starší dorostenky |
| Zlatá medaile                 | Přemek Hnilica          | Magnus Orienteering       | 1:00:53                 |                         | Zlatá medaile     | Věra Müllerová          | SOOB Spartak Rychnov n.Kn. | 46:33                   |                         |
| Stříbrná medaile              | Daniel Wolf             | OOB TJ Turnov             | 1:01:44                 | +0:51                   | Stříbrná medaile  | Lenka Mechlová          | OK Jilemnice               | 47:18                   | +0:45                   |
| Bronzová medaile              | Pavel Kubát             | OK 99 Hradec Králové      | 1:01:48                 | +0:55                   | Bronzová medaile  | Denisa Kosová           | SOOB Spartak Rychnov n.Kn. | 47:38                   | +1:05                   |
| Pořadí                        | H16 – mladší dorostenci | H16 – mladší dorostenci   | H16 – mladší dorostenci | H16 – mladší dorostenci | Pořadí            | D16 – mladší dorostenky | D16 – mladší dorostenky    | D16 – mladší dorostenky | D16 – mladší dorostenky |
| Zlatá medaile                 | Jan Petržela            | OOB TJ Lokomotiva Trutnov | 43:38                   |                         | Zlatá medaile     | Vendula Horčičková      | SOB Olomouc                | 40:21                   |                         |
| Stříbrná medaile              | Filip Hadač             | Orientační Běh Opava      | 50:10                   | +6:32                   | Stříbrná medaile  | Tereza Novotná          | OK 99 Hradec Králové       | 40:54                   | +0:33                   |
| Bronzová medaile              | Stanislav Mokrý         | KOB ALFA Brno             | 50:36                   | +6:58                   | Bronzová medaile  | Karolína Teplá          | OK Slavia Hradec Králové   | 41:45                   | +1:24                   |
| << předchozí • následující >> |                         |                           |                         |                         |                   |                         |                            |                         |                         |

Souhrnné informace naleznete v článku Mistrovství České republiky v orientačním běhu na klasické trati.

## Mistrovství ČR štafet
| Datum závodu   | 27. 9. 2008       |  | Místo konání    | Malé Hradisko • aréna         |  | Pořadatel       | Oddíl OS SK Prostějov     |
| Ředitel závodu | Vlastimil Uchytil |  | Hlavní rozhodčí | Dušan Vystavěl                |  | Stavitelé tratí | Daniel Vláčil, Petr Hynek |
| Název mapy     | Chmelík           |  | Web závodu      | http://ob.skprostejov.cz/mcr/ |  | Výsledky závodu |                           |

| Zkrácené výsledky             | Zkrácené výsledky                                                    | Zkrácené výsledky | Zkrácené výsledky | Zkrácené výsledky | Zkrácené výsledky                                                        | Zkrácené výsledky | Zkrácené výsledky | Zkrácené výsledky | Zkrácené výsledky |
| Pořadí                        | H21 – muži                                                           | H21 – muži        | H21 – muži        | Pořadí            | D21 – ženy                                                               | D21 – ženy        | D21 – ženy        |                   |                   |
| ----------------------------- | -------------------------------------------------------------------- | ----------------- | ----------------- | ----------------- | ------------------------------------------------------------------------ | ----------------- | ----------------- | ----------------- | ----------------- |
| Zlatá medaile                 | SK Praga Luboš Matějů Jan Šedivý Jan Procházka                       | 2:21:17           |                   | Zlatá medaile     | OK Lokomotiva Pardubice Martina Dočkalová Zuzana Hermanová Iveta Duchová | 2:08:30           |                   |                   |                   |
| Stříbrná medaile              | SKOB Zlín Jan Šidla Lukáš Barták Michal Smola                        | 2:23:36           | +2:19             | Stříbrná medaile  | OK Slavia Hradec Králové Věra Mádlová Zuzana Stehnová Tereza Petrželová  | 2:14:59           | +6:29             |                   |                   |
| Bronzová medaile              | SK Žabovřesky Brno Jan Palas Zdeněk Rajnošek Adam Chromý             | 2:25:19           | +4:02             | Bronzová medaile  | Sportcentrum Jičín Martina Uvizlová Romana Kalenská Dana Brožková        | 2:21:56           | +13:26            |                   |                   |
| 4                             | OK Slavia Hradec Králové David Hepner Václav Komanec Michal Jedlička | 2:25:34           | +4:17             | 4                 | Oddíl OB Kotlářka Šárka Svobodná Simona Karochová Kristýna Kovářová      | 2:22:50           | +14:20            |                   |                   |
| 5                             | OK 99 Hradec Králové Tomáš Novotný Petr Zvěřina Petr Losman          | 2:30:34           | +9:17             | 5                 | OK Lokomotiva Pardubice Marta Fenclová Veronika Krčálová Jana Juračková  | 2:25:16           | +16:46            |                   |                   |
| Pořadí                        | H18 – dorostenci                                                     | H18 – dorostenci  | H18 – dorostenci  | Pořadí            | D18 – dorostenky                                                         | D18 – dorostenky  | D18 – dorostenky  |                   |                   |
| Zlatá medaile                 | OK Lokomotiva Pardubice Petr Bořil Radek Nožka Jan Petržela          | 2:14:31           |                   | Zlatá medaile     | OK Lokomotiva Pardubice Klára Procházková Martina Valachová Jana Knapová | 2:14:00           |                   |                   |                   |
| Stříbrná medaile              | OK 99 Hradec Králové Tomáš Zelenka Jakub Kamenický Pavel Kubát       | 2:15:27           | +0:56             | Stříbrná medaile  | OK Jilemnice Anna Veselá Tereza Doškářová Lenka Mechlová                 | 2:15:41           | +1:41             |                   |                   |
| Bronzová medaile              | OOB TJ Slovan Luhačovice Michal Hubáček Jakub Vlažný Jiří Slezák     | 2:18:52           | +4:21             | Bronzová medaile  | SOOB Spartak Rychnov n.Kn. Denisa Kosová Hana Reslová Věra Müllerová     | 2:15:53           | +1:53             |                   |                   |
| << předchozí • následující >> |                                                                      |                   |                   |                   |                                                                          |                   |                   |                   |                   |

Souhrnné informace naleznete v článku Mistrovství České republiky v orientačním běhu štafet.

## Mistrovství ČR klubů a oblastních výběrů
| Datum závodu   | 28. 9. 2008       |  | Místo konání    | Malé Hradisko • aréna         |  | Pořadatel       | Oddíl OS SK Prostějov     |
| Ředitel závodu | Vlastimil Uchytil |  | Hlavní rozhodčí | Dušan Vystavěl                |  | Stavitelé tratí | Daniel Vláčil, Petr Hynek |
| Název mapy     | Benátky           |  | Web závodu      | http://ob.skprostejov.cz/mcr/ |  | Výsledky závodu |                           |

| Zkrácené výsledky             | Zkrácené výsledky | Zkrácené výsledky | Zkrácené výsledky | Zkrácené výsledky | Zkrácené výsledky | Zkrácené výsledky | Zkrácené výsledky | Zkrácené výsledky | Zkrácené výsledky |
| Pořadí                        | DH21 - dospělí | DH21 - dospělí    | DH21 - dospělí    | Pořadí            | DH18 - dorost | DH18 - dorost     | DH18 - dorost     |                   |                   |
| ----------------------------- | --- | ----------------- | ----------------- | ----------------- | --- | ----------------- | ----------------- | ----------------- | ----------------- |
| Zlatá medaile                 | OK 99 Hradec Králové Petr Zvěřina Lucie Machútová Radek Novotný Monika Topinková Tomáš Novotný Jana Panchártková Petr Losman           | 4:37:43           |                   | Zlatá medaile     | OK Jilemnice Pavel Procházka Tereza Doškářová Tomáš Klouček Anna Veselá Ondřej Švirák Lenka Mechlová Jan Exner               | 4:01:32           |                   |                   |                   |
| Stříbrná medaile              | Sportcentrum Jičín Ondřej Kazda Martina Uvizlová Jaromír Švihovský Romana Kalenská Štěpán Kodeda Dana Brožková Jan Beneš               | 4:40:12           | +2:29             | Stříbrná medaile  | OK Lokomotiva Pardubice Jan Petržela Martina Valachová Jan Klapal Klára Procházková David Procházka Jana Knapová Radek Nožka | 4:01:42           | +0:10             |                   |                   |
| Bronzová medaile              | OK Slavia Hradec Králové David Hepner Tereza Petrželová Eduard Šmehlík Martina Fejlková Václav Komanec Zuzana Stehnová Michal Jedlička | 4:41:23           | +3:40             | Bronzová medaile  | SK Žabovřesky Brno Vít Bravený Kateřina Chromá Otakar Jašek Pavlína Šulerová Miloš Nykodým Lucie Mezníková Štěpán Zimmermann | 4:08:32           | +7:00             |                   |                   |
| 4                             | OK Lokomotiva Pardubice Petr Bořil Martina Dočkalová Aleš Jirásek Zuzana Hermanová Zbyněk Štěrba Iveta Duchová Vladimír Lučan          | 4:43:03           | +5:20             | 4                 | TJ TŽ Třinec Viktor Gazda Alice Mlčochová Michal Argaláš Sára Nožková Ondřej Kantor Barbora Kosová Martin Legerski           | 4:10:19           | +8:47             |                   |                   |
| 5                             | OOB TJ Turnov Martin Baier Michaela Omová Martin Váňa Petra Pavlovcová Jindřich Kořínek Lucie Krafková Petr Váňa                       | 4:43:35           | +5:52             | 5                 | OOB TJ Slovan Luhačovice Michal Hubáček Pavla Hubáčková Jakub Vlažný Šárka Kukolová Jiří Slezák Blanka Cahlová Jiří Valenta  | 4:14:01           | +12:29            |                   |                   |
| << předchozí • následující >> | |                   |                   |                   | |                   |                   |                   |                   |

Souhrnné informace naleznete v článku Mistrovství České republiky v orientačním běhu klubů a oblastních výběrů.